# Маслов, Борис Васильевич
Борис Васильевич Маслов (род. 20 декабря 1957, Бийск, Алтайский край) — советский и российский автогонщик. Двукратный чемпион СССР по трековым гонкам (1987, 1991), чемпион Прибалтики (1994) и Украины (1995), мастер спорта СССР международного класса.

## Биография
В 1970 году начинал заниматься картингом. В 1975 году получил первый спортивный разряд. С 1978 года стал работать электриком на Волжском автомобильном заводе, позже — водитель-испытатель.
В 1983 году — чемпион РСФСР, занял 19 место в чемпионате СССР (класс 8 группы A2/1). Кандидат в мастера спорта. В 1984 году занял 3 место в чемпионате РСФСР по кольцевым гонкам в (класс 8 группы A2/1). В 1985 году — чемпион РСФСР, 6 место в чемпионате СССР (класс 7 группы A2/1). 1986 год — 6 место в чемпионате СССР на переднеприводном ВАЗ-2108 (класс 7 группы A2/1). Мастер спорта. 1987 год — 16 место в чемпионате СССР по кольцевым гонкам группы А. Чемпион СССР по трековым гонкам в классах 7-8 группы A2.
В 1988 году — серебряный призёр чемпионата СССР по кольцевым гонкам в группе А, победил этапе в Киеве. 4 место в чемпионате СССР по трековым гонкам (класс 8 группы A2). Член сборной СССР по кольцевым гонкам для участия в Кубке Дружбы социалистических стран. В 1989 году — бронзовый призёр чемпионата СССР по кольцевым гонкам группы А. 13 место в чемпионате СССР по трековым гонкам в классе 8 группы A2.
1990 год — 5 место в чемпионате СССР группы А-1300, 3 место на этапе Кубка мира и дружбы (Рига), 4 место в общем зачете Кубка. Участвовал в чемпионате Италии по кольцевым гонкам (10 место в своем классе). Чемпион РСФСР, 7 место в чемпионате СССР в классе 8 группы A2 в трековых гонках.
В 1991 году — 2 место в чемпионате СССР по кольцевым гонкам в группе А-1600 (победа на первом киевском этапе). Участие в чемпионате Италии по кольцевым гонкам. Чемпион СССР по трековым гонкам в классе 8 группы A2. Мастера спорта международного класса.
В 1993 году — чемпион России классе А-5. 1994 год — чемпион Прибалтики в классе А-1600. 1995 год — чемпион Украины в классе А-5, второе место в чемпионате России в классе А-5.
1996 год — 1 место в Кубка «Rothmans — АСПАС». 1997 год — 3 место в чемпионат России в классе А-5. 1999 год — 2 место в чемпионате России.
Двукратный победитель Гонки звёзд На призы журнала «За рулём» (1987, 1988).
Награждён памятным дипломом «За выдающийся вклад в развитие российского автоспорта», удостоен звания «ветеран автоспорта» (2005).